# アルケマ
アルケマ（フランス語: Arkema S.A.）は、特殊化学・先端材料分野を軸とする化学品の製造・販売を行うメーカー。フランス・パリ近郊のコロンブに本拠を置き、世界50カ国以上で事業を展開する。日本法人はアルケマ株式会社。このほか三菱ケミカルとの合弁によるアルケマ吉富株式会社がある。ユーロネクスト・パリ上場企業（Euronext: AKE ）。

## 沿革
2004年10月、フランスに本拠を置く石油メジャーのトタル（現在のトタルエナジーズ）の化学品部門が分離する形で設立された。2006年5月にユーロネクスト・パリに上場、2007年10月、レオロジーコントロール剤の世界的メーカーであるCoatex S.A.を買収し子会社化、2010年1月、アメリカのダウ・ケミカルから、アクリルモノマー・エマルション事業を買収した。
近年のアルケマは、欧州事業の比重が減少する代わりに、北米やアジア事業の比重が増加している。2011年7月、トタルからコーティング樹脂事業を買収、この買収はアルケマがアジア地域での事業を拡大させる契機となり、2012年2月、中国の化学メーカーのHipro PolymersとCasda Biomaterialsの2社を買収した。同年6月、傘下のイギリスのKlesch groupを売却しビニール事業を手放したが、2014年2月、中国のJurong Chemicalと合弁事業を開始、2015年1月、マレーシアのKertehに工場を建設した。同年2月、トタル傘下の接着剤メーカーBostik S.A.を買収し子会社化、2016年12月、オランダのシーリング材メーカーのDen Bravenを買収し子会社化した。2017年8月、アメリカ南部に襲来したハリケーン「ハービー」による洪水の影響により、アルケマがテキサス州に保有する化学工場が爆発する被害を受けた。

## 日本法人
日本では、ポリアミドや熱可塑性樹脂、硫黄化学などの分野にわたる化学品が販売され、製品は自動車分野などの工業用途から、スキーウェア等のスポーツ用品、サングラスフレーム用の材料など、幅広く提供されている。アルケマ日本法人は、石油会社エルフ（Elf、後のエルフ・アキテーヌ）の1974年2月に設立された日本法人を前身とし、1992年の本国でのブランド再編を受け「エルフ・アトケム・ジャパン株式会社（Elf Atochem Japan）」に、次いで2000年のエルフ・アキテーヌとトタルフィナの合併を受けて「アトフィナ・ジャパン株式会社」（Atofina Japan）と改称、2004年のアルケマ独立を受けて現在の「アルケマ株式会社」に改称している。東京（富国生命ビル）に本社を置き、横浜に事業所、京都市に技術センターを持つ。
1961年の三菱化学とエルフの合弁開始以来の歴史を持つ「アルケマ吉富株式会社」は、有機過酸化物に特化した専業メーカーとなっている。東京（丸の内）に本社を置き、福岡県吉富町に工場を持つ。